# Emmering (powiat Ebersberg)
Emmering – miejscowość i gmina w Niemczech, w kraju związkowym Bawaria, w rejencji Górna Bawaria, w regionie Monachium, w powiecie Ebersberg, wchodzi w skład wspólnoty administracyjnej Aßling. Leży około 10 km na południowy wschód od Ebersberga, nad rzeką Attel.

## Demografia
| Rok  | Liczba mieszk. |
| ---- | -------------- |
| 1840 | 812            |
| 1871 | 822            |
| 1900 | 952            |
| 1925 | 1110           |
| 1939 | 1281           |
| 1950 | 1725           |
| 1961 | 1221           |
| 1970 | 1219           |

| Rok  | Liczba mieszk. |
| ---- | -------------- |
| 1987 | 1205           |
| 1991 | 1223           |
| 1995 | 1278           |
| 2000 | 1291           |
| 2005 | 1393           |
| 2010 | 1440           |
| 2015 | 1531           |

## Polityka
Wójtem gminy jest Claudia Streu-Schütze, rada gminy składa się z osób.
|      | CSU | FWG | Razem |
| 2020 | 5   | 7   | 12    |
| 2014 | 4   | 8   | 12    |
| 2008 | 8   | 4   | 12    |
| 2002 | 7   | 5   | 12    |

## Oświata
W gminie znajduje się przedszkole (50 miejsc).